# Rasa de Can Serra
La Rasa de Can Serra és un torrent afluent per l'esquerra de la Riera de Navel, al (Berguedà).

## Municipis per on passa
La Rasa de Can Serra fa tot el seu curs pel terme municipal de Viver i Serrateix.

## Xarxa hidrogràfica
La xarxa hidrogràfica de la Rasa de Can Serra està integrada per 6 cursos fluvials que sumen una longitud total de 3.140 m.

### Distribució per termes municipals
Tota la xarxa transcorre pel terme municipal de Viver i Serrateix.